# Čabajská klobása
Čabajská klobása nebo čabajka (maďarsky Csabai kolbász) je uzenina typická pro maďarskou kuchyni. Vyznačuje se sytě červenou barvou a specifickou ostrou chutí. Začali ji vyrábět v 18. století slovenští přistěhovalci ve městě Békéscsaba a okolí (zvláště vynikl po roce 1858 výrobek jatek ve městě Gyula, takže se někdy používá pro čabajku také označení Gyulai).

## Výroba
Vyrábí se z vepřového (dvě třetiny libového a třetina bůčku), pokud možno plemene mangalica, které se naloží do soli a cukru a nechá v chladu několik dní marinovat. Pak se pomele a dochutí mletou paprikou (půl sladké a půl pálivé), česnekem a kmínem. Do pravé čabajky se nepřidává žádný pepř. Směs se dobře upěchuje do přírodních střívek a vyudí studeným kouřem z dřeva ovocných stromů (někteří výrobci používají bukové dřevo). Proces uzení a sušení trvá 2 až 6 týdnů v závislosti na typu klobásy. Čabajka má být dlouhá nejméně 20 cm a tak suchá, aby šla lámat rukou. Tradičně se převazuje stuhou v podobě maďarské trikolóry. Konzumuje se zastudena s chlebem a červeným vínem nebo se používá k dochucení masitých pokrmů, např. různých závitků. Tradiční čabajská klobása je výrazem jedinečných kombinací odborných znalostí masa, uzenářství, historie a geografie regionu. Evropská komise udělila výrobku certifikát PGI (chráněné zeměpisné označení) dne 18. června 2010 pod názvy „Csabai kolbász / Csabai vastagkolbász“ (tj. „Čabajská klobása“ / „Čabajská hrubá klobása“).
Každý rok v říjnu se na počest čabajky koná Klobásový festival v Békéscsabě (maďarsky Csabai kolbászfesztivál).

## Další informace
Výrazem „Čabajka“ se slangově také označovaly autobusy Ikarus 280.